# قحطان المدفعي
قحطان حسن فهمي المدفعي (1927 - 5 تشرين الثاني/نوفمبر 2021) هو مهندس معماري وفنان تشكيلي عراقي.

## النشأة وتعليمه
ولد المدفعي عام 1927 في منطقة الأعظمية في بغداد. نشأ في بيئة فنية مميزة حيث كان الرسم والموسيقى والأدب جزءاً من اهتمامات عائلته. كان الرسم جزءاً من مفاهيمه اليومية، وكانت تُرسم اللوحات الفنية على جدران بيتهم، وكان يعزف على آلة العود من قبل أكثر من فرد من أفراد العائلة.
أثناء دراسته في الإعدادية المركزية ببغداد في منتصف عقد الأربعينيات، شاهد المدفعي النحات جواد سليم وهو يعمل على نحت شعار لمصلحة نقل الركاب، وأثارت هذه التجربة إعجابه بالعمارة. لم يكن تخصص العمارة متوفراً في بغداد في ذلك الوقت، مما دفع والدته لبيع أحد منازل العائلة في منطقة الأعظمية لتمويل دراسته في جامعة ويلز في مدينة كارديف بالمملكة المتحدة عام 1946. تخرج منها عام 1950، وحصل على شهادة الماجستير في العام التالي. نال شهادة الدكتوراه في العمارة من الجامعة نفسها عام 1984.

## حياته المهنية
بعد عودته إلى العراق، أسس المدفعي مع اخوه هشام مكتبه الخاص للعمارة "دار العمارة" عام 1952. عمل المدفعي مهندساً معمارياً في كل من وزارة الأوقاف والشؤون الدينية، وبعدها في مديرية الإسكان العامة، وشغل منصب مدير البلديات بين عامي 1959-1961.
كان المدفعي أحد أعضاء هيئة التدريس المؤسسين لقسم الهندسة المعمارية في جامعة بغداد في منتصف عقد الخمسينيات. شارك في التدريس مع مجموعة من أبرز المهندسين المعماريين العراقيين في ذلك الوقت، من ضمنهم محمد مكية، هشام منير، محمد المخزومي وناصر الأسدي.
كان قحطان المدفعي وابن عمه، الفنان زيد محمد صالح، يحلمان منذ عقد الأربعينيات بإنشاء مقر للفنانين العراقيين. تبلورت هذه الفكرة مع "جماعة الرواد" التي انضم إليها المدفعي عند تأسيسها في عام 1950 والتي ضمت فنانين بارزين منهم فائق حسن، وجواد سليم، وحافظ الدروبي. في عام 1957، كلف الملك فيصل الثاني قحطان المدفعي بتصميم مبنى جمعية الفنانين (المعروفة حالياً باسم جمعية الفنانين التشكيليين العراقيين)، وذلك على أرض خصصها الملك لهذا الغرض في منطقة المنصور ببغداد. مول هذا المشروع رجل الأعمال الأرمني كالوست كولبنكيان بمبلغ 30 ألف دينار. اكتمل تنفيذه في عام 1967.

## وفاته
توفي المدفعي يوم الجمعة، 5 تشرين الثاني 2021، في أثينا، ونقل جثمانه إلى بغداد بتاريخ 11 تشرين الثاني 2021، حيث شُيع في صباح اليوم التالي من جامع الحاج بنية في منطقة العلاوي، أحد اشهر أعماله المعمارية.